# Exopholis borneensis
Exopholis borneensis är en skalbaggsart som beskrevs av Brenske 1893. Exopholis borneensis ingår i släktet Exopholis och familjen Melolonthidae. Inga underarter finns listade i Catalogue of Life.